# Argus Motoren
Argus Motoren a fost un producător german de motoare de avioane fondat la Berlin în 1901. Înainte și după Primul Război Mondial, compania a produs motoare pentru automobile și motoare pentru ambarcațiuni, iar din 1926 a reluat proiectarea și producția motoarelor pentru aeronave.
Argus Motoren și-a încetat activitatea după cel de-al doilea război mondial.

## Motoare de avioane produse
- Argus 1908- 4 cilindri
- Argus As I- 4 cilindrii, 100 CP,  produs în 1913
- Argus As II- 6 cilindrii, 120 CP, produs în 1914
- Argus As III- 6 cilindrii, în linie inversat, folosit pe avioane în primul război mondial
- Argus As 5-  radial, 24 cilindrii în linie
- Argus As 7- 9R 700 CP
- Argus As 8- 4 cilindrii,  în linie inversat
  - Argus As 8A- 4 cilindrii în V, răcit cu aer,  inversat, 150 CP
- Argus As 10- 8 cilindrii, inversat, inversat, în V, 240 CP
  - Argus As 10C- 8 cilindrii răcit cu aer, inversat, în V, 240 CP
  - Argus As 10P- 8 cilindrii, răcit cu aer, inversat în V, 236 CP
- Argus As 12 16H- 550 CP
- Argus As 014- pulsoreactor pentru rachetele V-1 și bărcile Sprengboot Tornado
- Argus As 044
- Argus As 16- 4 cilindrii, în linie inversat, 40 CP
- Argus As 17- 6 cilindrii în linie inversat, 225 CP/285 CP
  - Argus As 17A- 6 cilindrii, în linie inversat, 225 CP
- Argus As 401- similar cu As 10
- Argus As 402
- Argus As 403- radial, prototip
- Argus As 410- 12 cilindrii, inversat, în V
  - Argus As 410A-1- 12 cilindrii, inversat, în V, răcit cu aer, 465 CP
  - Argus As 410C- 12 cilindrii, răcit cu aer, inversat, în V, 450 CP
- Argus As 411- 12 cilindrii  inversat, în V
  - Argus As 411 A-1- 12 cilindrii, răcit cu aer, inversat, în V, 592 CP
  - Argus As 411MA- 12 cilindrii, răcit cu aer, inversat, în V, 592 CP
- Argus As 412- 24 cilindrii, în H, prototip
- Argus As 413 similar cu As 412, prototip
- Argus As 109-014- pulsoreactor pentru rachetele V-1 Fieseler Fi 103
- Argus As 109-044- pusoreactor, 500 CP, pentru avioanele Junkers Ef 126
- Argus As 292
- Argus Fernfeuer [1][2]

## Galerie de imagini

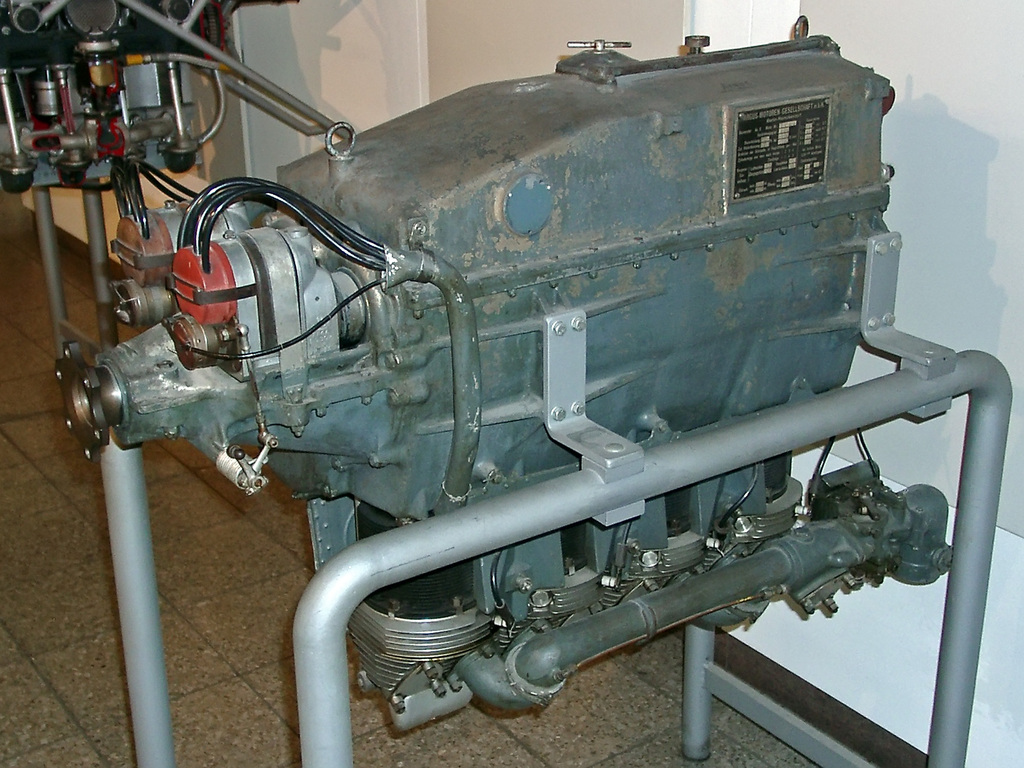
Argus As 8
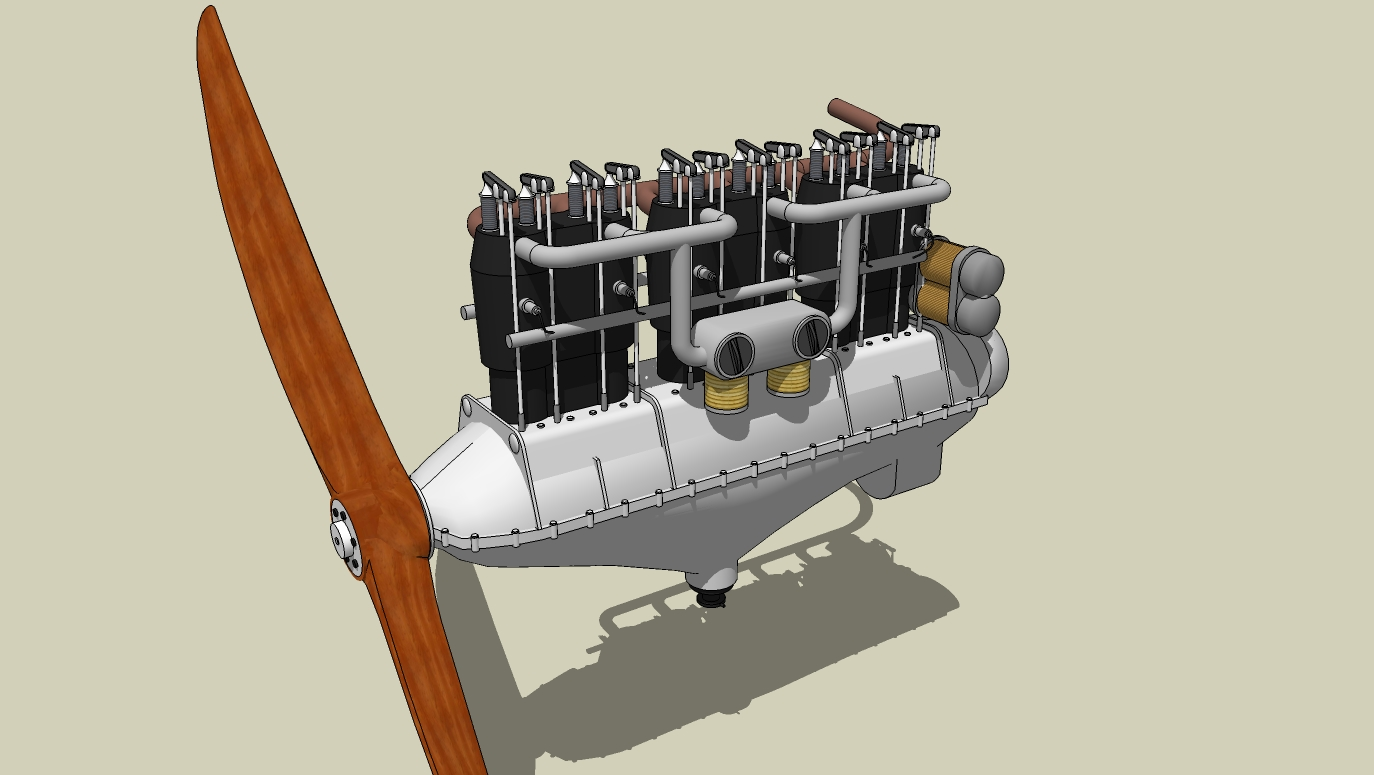
Argus As II
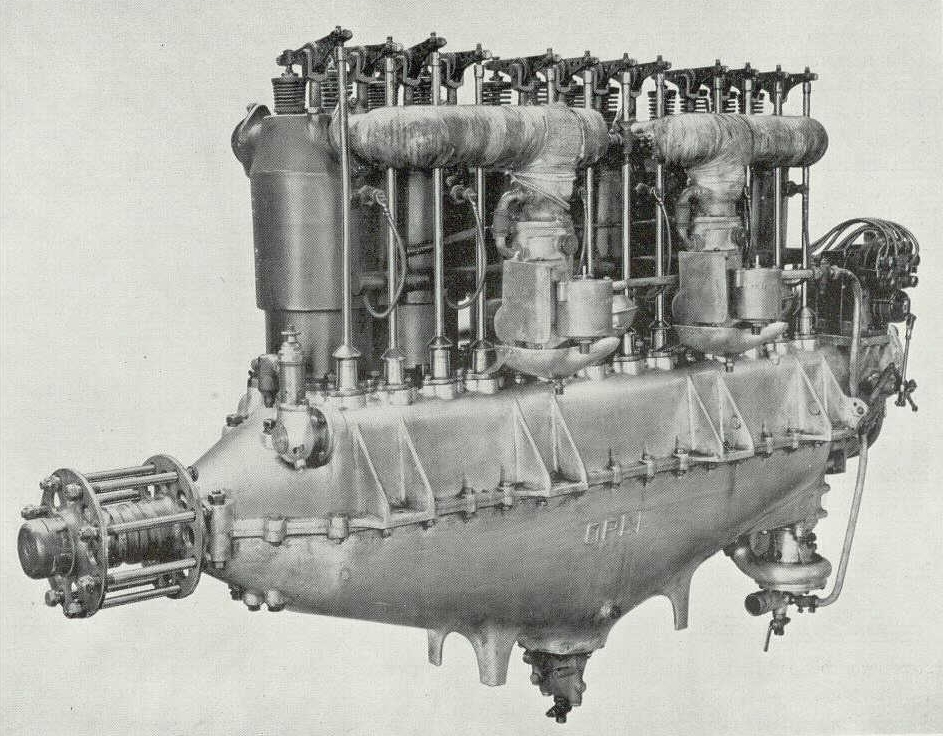
Argus As III
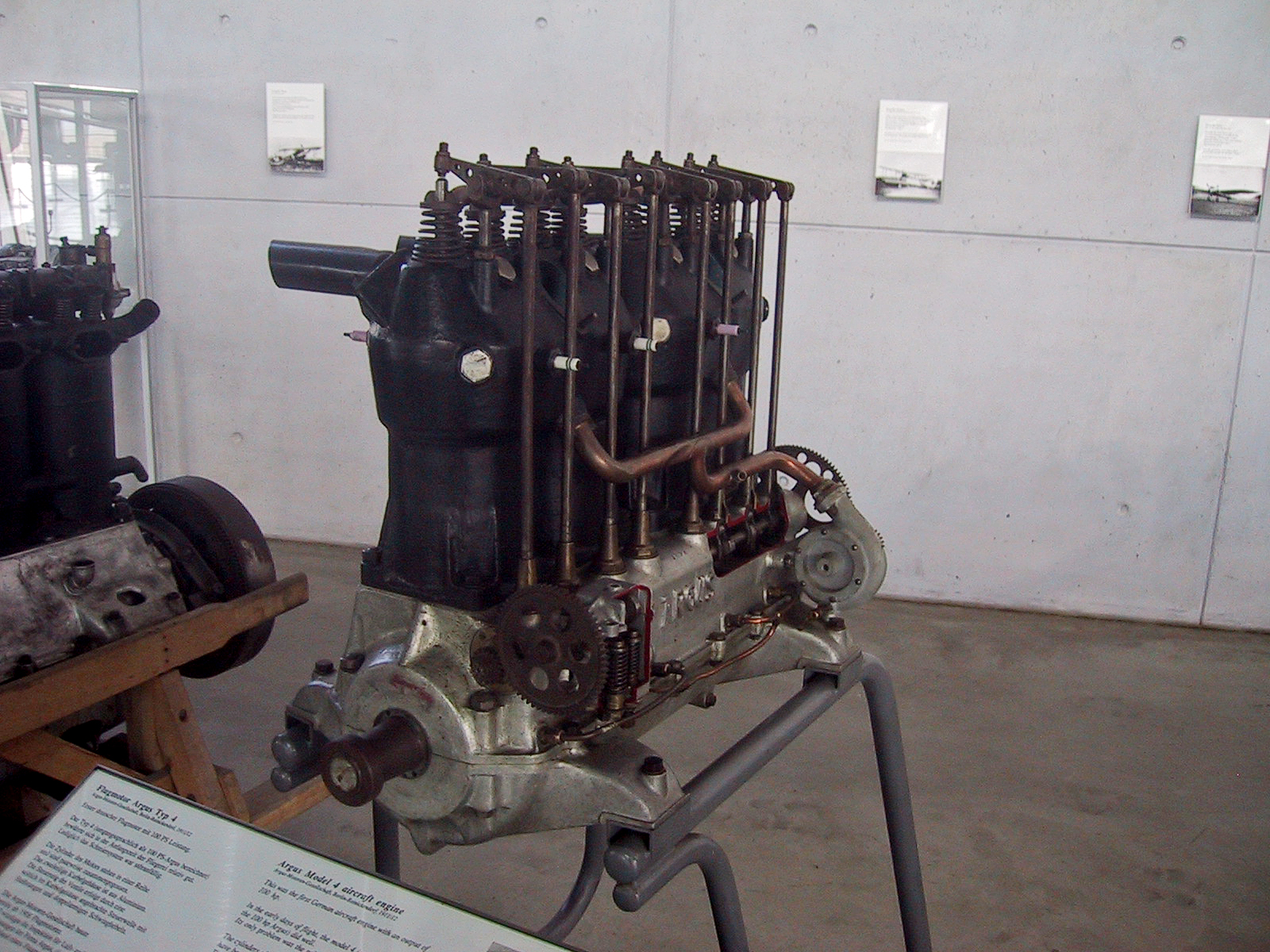
Argus As.IV
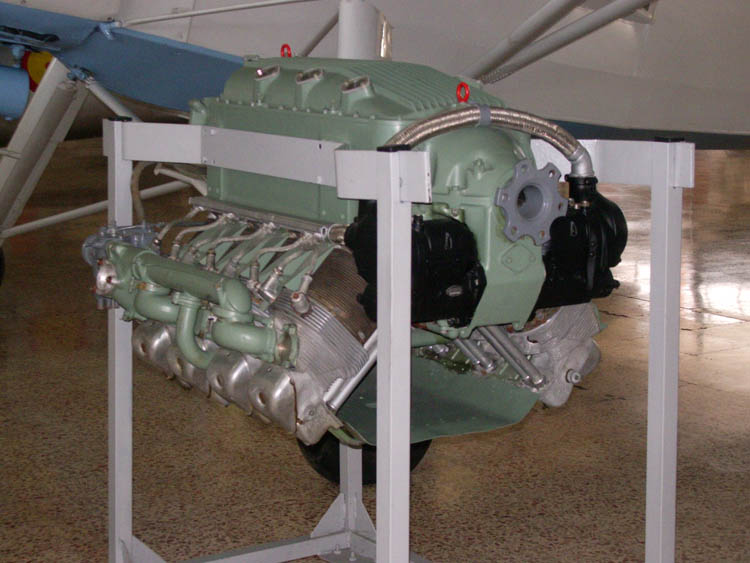
Argus As 10C
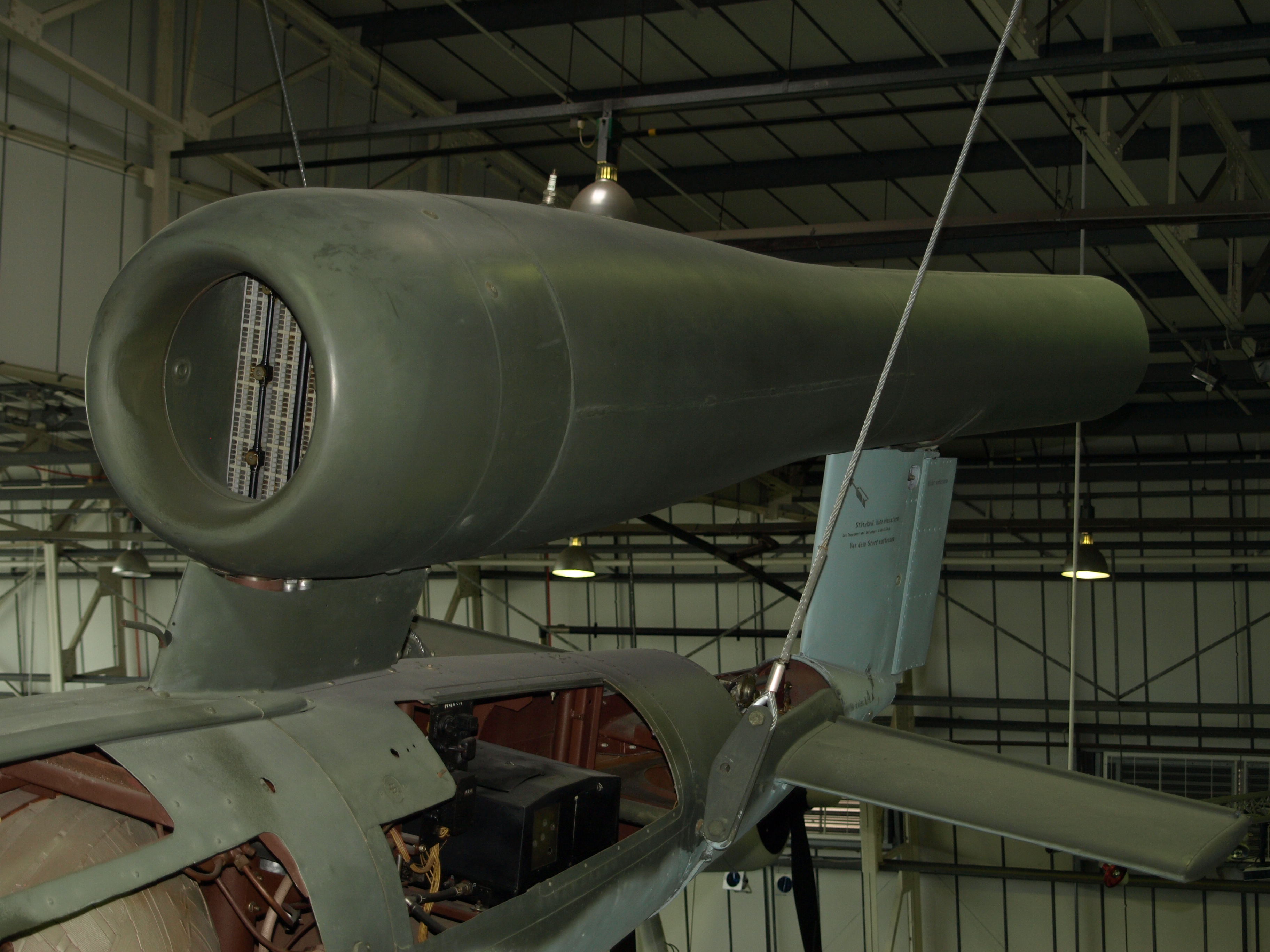
Argus As 014
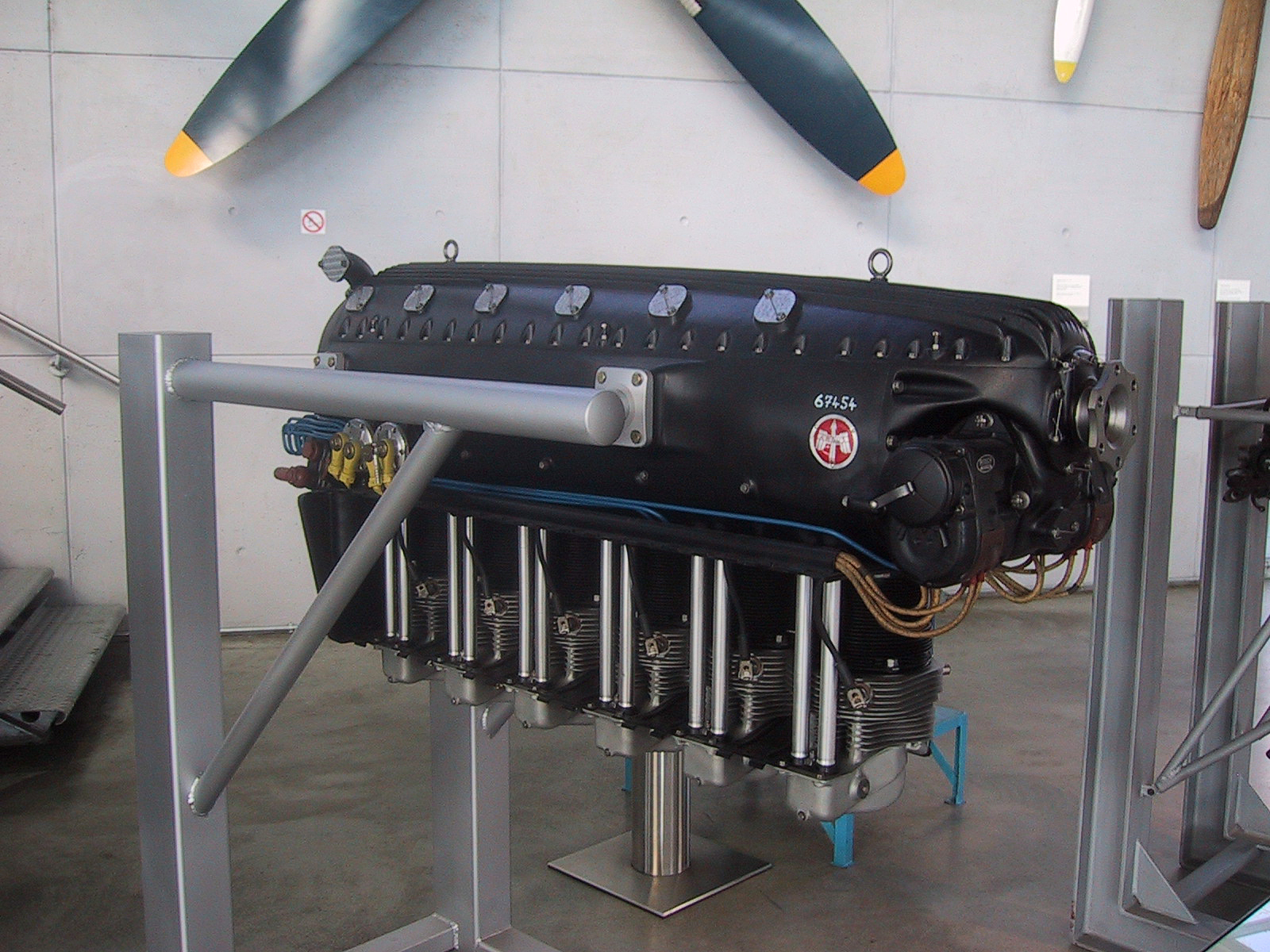
Argus As 17
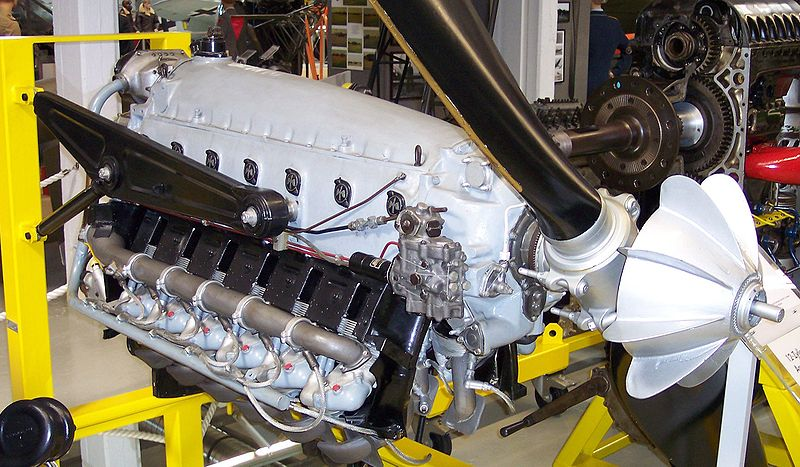
Argus AS 410
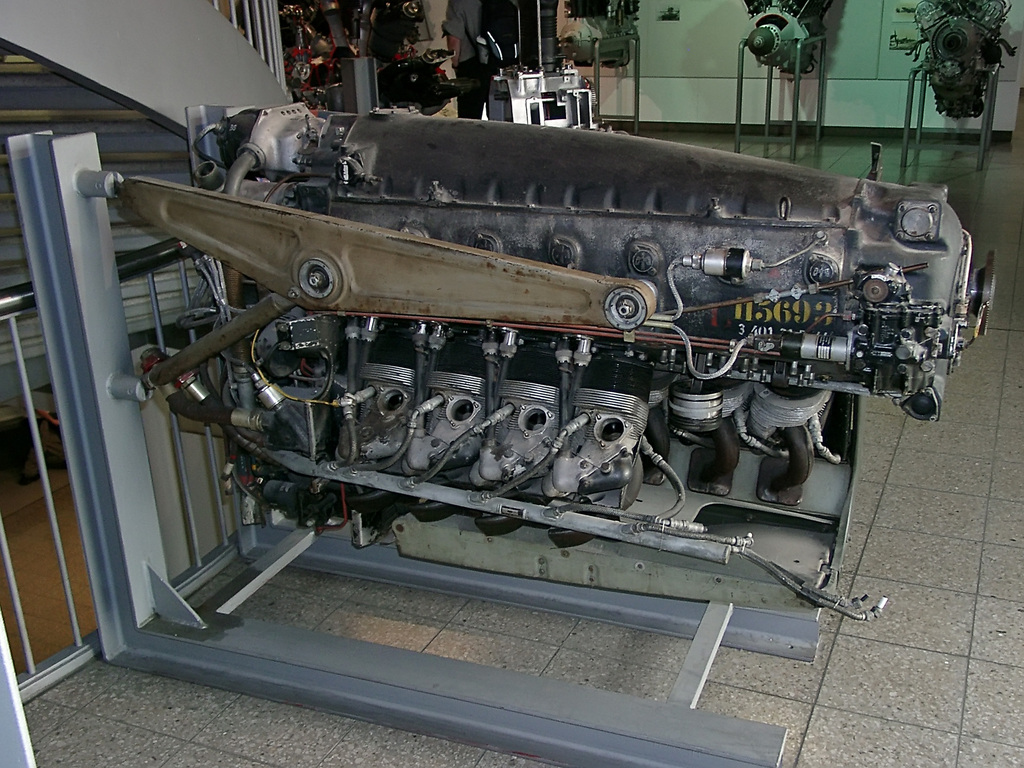
Argus As 411 A-1